# Épaux
Épaux est une localité d'Épaux-Bézu, dont elle est le chef-lieu, et une ancienne commune française, située dans le département de l'Aisne en région Hauts-de-France.

## Toponymie
Le nom de la localité est attesté sous les formes Espaus (1251) ; Espaux (1464) ; Espaulx (1600) ; Épaulx.

De l'oïl espal, des espauts sont certaines parties de forêts ou certains bois réservés par les propriétaires pour l’exploitation ou pour la chasse.

## Histoire
La commune d'Épaux a été créée lors de la Révolution française. Le 2 janvier 1851, elle absorbe la commune voisine de Bézu-les-Fèves par décret en fusionnant. La nouvelle entité prend le nom de Épaux-Bézu.

## Administration
Jusqu'à l'absorption de Bézu-les-Fèves en 1852, la commune faisait partie du canton de Château-Thierry dans le département de l'Aisne. Elle appartenait aussi à l'arrondissement de Château-Thierry depuis 1801 et au district de Château-Thierry entre 1790 et 1795. La liste des maires d'Épaux est :
| Période                                  | Période | Identité | Étiquette | Qualité |
| ---------------------------------------- | ------- | -------- | --------- | ------- |
|                                          |         |          |           |         |
| Les données manquantes sont à compléter. |         |          |           |         |

## Démographie
Jusqu'en 1852, la démographie d'Épaux était :
| 1793 | 1800 | 1806 | 1821 | 1831 | 1836 | 1841 | 1846 |
| ---- | ---- | ---- | ---- | ---- | ---- | ---- | ---- |
| 649  | 633  | 619  | 612  | 668  | 700  | 733  | 726  |